# Cerro La Asomadera (Medellín)
El cerro La Asomadera es una montaña ubicada en el centroriente de la ciudad de Medellín, Antioquia, situada entre las comunas Buenos Aires y La Candelaria. Junto el Cerro Pan de Azúcar, Cerro El Salvador, Cerro El Volador, Cerro El Picacho, Cerro Las Tres Cruces, Cerro Nutibara y el Cerro Santo Domingo, conforma el grupo de los llamados cerros tutelares de la ciudad de Medellín, una red de accidentes geográficos a lo largo del Valle del Aburrá que posee un importante valor histórico, arqueológico, ecológico y turístico.

## Historia
La Asomadera era un camino obligado hacia la villa, paseadero y lugar desde donde se miraba la ciudad y el Valle de Aburrá, un lugar cubierto de cañaverales y con peligrosos barrancos, pero con la sombra de los guayabales que estaban a la vera del camino.
Luego este camino de salida y entrada a la población se denominó “El Camellón de La Asomadera”, con el tiempo se fue llenando de casas a lo largo y ancho del mismo, que ya era considerado un arrabal de la ciudad, es decir un lugar en las afueras de la población.
La Asomadera hace honor a su nombre, porque desde su cima a 1610 metros de altura, se tiene el privilegio de contemplar varios flancos del Valle de Aburrá, no de una sola mirada, sino a medida que se camina se encuentran diferentes vistas, a través de las cuales, es posible descubrir fragmentos del paisaje urbano. Por ejemplo, desde el costado norte de la cima, frente al Colegio Ana de Castrillón, se puede contemplar la sutil hamaca que da nombre al Valle de Aburrá al norte, con el imponente cerro Quitasol como telón de fondo. También es posible capturar en una sola mirada la cuenca visual de la quebrada Santa Elena desde el costado oriental del cerro, o desplazarse hacia el sur, cerca a la torre de energía, para apreciar el sur del Valle de Aburrá en toda su plenitud.

## Composición
Los cerros El Salvador y La Asomadera están hermanados no solo por su cercanía, sino también porque comparten el mismo origen geológico dentro del relieve del Valle de Aburrá. Debido a la dinámica interna de la tierra y al proceso de formación del valle, estos cerros poseen una estructura geológica muy particular, ya que hace millones de años, la anfibolita, que es la roca predominante en el valle fue atravesada por un fluido ígneo que al enfriarse dio origen a otro tipo de roca conocida como “gabro” y que se encuentra localizada debajo de la misma anfibolita.
La interacción entre estas rocas da como resultado singulares formas del relieve, al tiempo que ellas son sometidas al proceso de la meteorización, es decir que la roca al estar en contacto con el viento, el agua y el sol, comienza a desintegrarse y descomponerse hasta convertirse en el suelo que compone los dos cerros y dar origen a una estructura que en Geología se conoce como “techo colgado”. Este nombre es usado para definir aquellas formaciones geológicas donde un tipo de roca se superpone a otra y evita que la erosión ataque directamente a la roca que se encuentra debajo, en este sentido se entiende que la anfibolita se encuentra “protegiendo” al gabro. Bajo
este proceso de formación el sistema de cerros Asomadera-Salvador ha generado una geomorfología propia debido a su origen y composición, y se han desarrollado vertientes con pendientes fuertes labradas o modeladas por la erosión sobre el suelo derivado del gabro.